# Norma Hidalgo
Norma del Carmen Hidalgo González (Coronel, 11 de julio de 1943-Coronel, 17 de diciembre de 2018) fue una profesora normalista y política chilena, militante del Partido Comunista de Chile (PCCh). Fue alcaldesa de Coronel desde 1971 al 14 de septiembre de 1973, cuando fue forzada a abandonar el cargo tras el golpe de Estado en Chile de 1973.
Tras el retorno a la democracia fue electa concejala de Coronel por el período 1992 - 1996.

## Biografía
Hija de José Miguel Hidalgo, obrero de la minería y fundador del Partido Comunista en la comuna de Coronel. Durante su infancia tuvo la oportunidad de conocer de cerca a dirigentes y militantes comunistas que llegaban a su casa para reuniones y formación política, entre quienes se encontraban personajes como Elías Lafferte, Pablo Neruda y Volodia Teitelboim.
A la edad de 11 años ingresa al Partido Comunista, el mismo año su padre es detenido por el gobierno de González Videla, tras la publicación de la Ley de Defensa Permanente de la Democracia.
Se titula como profesora de la Universidad de Concepción e ingresa a trabajar en distintas escuelas de la comuna, en especial la Escuela 44 del barrio Berta Acevedo.

## Carrera política

### Alcaldesa de Coronel
Se presentó como candidata a regidora de Coronel en las elecciones municipales de 1971, tras la victoria de la Unidad Popular en los comicios es electa alcaldesa de la comuna con el apoyo de regidores del Partido Socialista, el Partido Radical y la Democracia Cristiana.
Durante su gestión se implementaron diversos programas en apoyo al empleo femenino, se realizaron talleres y trabajos que les permitieran incorporarse al mundo laboral; se construyeron espacios deportivos en los barrios de las comunas y se desarrollaron distintos programas para el desarrollo de las viviendas en la zona. Con el apoyo del Gobierno central se creó la "Universidad del Carbón", dedicada a educar a hijos de los trabajadores mineros de la zona, esta se mantuvo en funcionamiento hasta 1973.

### Destitución y exilio
El 13 de septiembre de 1973, días después del golpe militar, delegados de la Junta militar invaden la ciudad e irrumpen en la sede municipal. Cuando los militares tratan de quitar el retrato del derrocado presidente Salvador Allende, la edil se opone a la acción y tras un enfrentamiento verbal despojan a Hidalgo del rango de alcaldesa, el oficial encargado le advierte que tiene horas para tomar sus pertenencias e irse.
Acusada de estar comprometida con el "Plan Zeta" y de poseer armamento oculto en San Pedro, es arrestada el 22 de septiembre mientras daba clases en la Escuela 44 de la población Berta Acevedo, es golpeada y reducida por agentes de la Armada y Carabineros. Fue conducida al Estadio Regional de Concepción donde fue torturada por los militares, posteriormente es llevada a la Cuarta Comisaría de Carabineros, donde se le informó la detención de su madre, esposo e hija de seis años. Fue sometida a interrogatorios y amenazas de fusilamiento.
En noviembre de 1974, tras casi un año de encarcelamiento y torturas es enviada a su casa con arresto domiciliario, la dirección clandestina del Partido Comunista le ordena que salga de la zona. Luego de pasar por diversas casas de seguridad, es enviada a la Embajada Francesa y de allí se dirige a Francia, posteriormente llega a la República Democrática Alemana (RDA), donde se radicó con su familia. Vuelve a Chile tras el fin del exilio, el 1 de septiembre de 1988.

### Concejala de Coronel
Tras la restauración de la democracia, se inscribe como candidata a concejala en las elecciones municipales de 1992. Resulta electa con el 5,84% de los votos, asumiendo el cargo el 26 de septiembre de 1992. Finaliza su período el 6 de diciembre de 1996.

## Fallecimiento
Fallece en la misma comuna de la que fue alcaldesa, el lunes 17 de diciembre de 2018, a los 75 años debido a una crisis de salud. La Municipalidad de Coronel decretó 3 días de duelo y sus restos fueron velados en la Casa de la Cultura “Jorge Vigueras Llanos”, rodeada de flores y símbolos del Partido Comunista, en el cual militó. Al velorio asistieron diversas figuras políticas, como el alcalde de Coronel, Boris Chamorro; el alcalde de Concepción, Álvaro Ortiz y el Secretario General del Partido Comunista, Lautaro Carmona.

## Historial electoral

### Elecciones municipales de 1992
- Elecciones municipales de 1992, para la alcaldía y concejo municipal de Coronel.[6]

(Se consideran sólo candidatos sobre el 2% de los votos y candidatos electos)
| Candidato                  | Pacto                          | Partido | Votos | %     | Resultado |
| -------------------------- | ------------------------------ | ------- | ----- | ----- | --------- |
| René Carvajal Zúñiga       | Concertación por la Democracia | PS      | 7 879 | 20,07 | Concejal  |
| José Suazo Muñoz           | Concertación por la Democracia | PS      | 6 636 | 16,91 | Concejal  |
| Iván Roldan Pérez          | Concertación por la Democracia | PR      | 4 070 | 10,37 | Concejal  |
| José Bustos Hernández      | Concertación por la Democracia | PDC     | 4 304 | 10,97 | Concejal  |
| Norma Hidalgo González     | Partido Comunista              | PCCh    | 2 291 | 5,84  | Concejala |
| Francisco Albornoz Alarcón | Partido Liberal                | PL      | 2 139 | 5,45  |           |
| Francisco Reyes Aguayo     | Concertación por la Democracia | PPD     | 1 491 | 3,80  | Concejal  |
| Rosa Ogalde Cortés         | Participación y Progreso       | RN      | 1 321 | 3,37  |           |
| Héctor Canales Estay       | Concertación por la Democracia | PDC     | 1 088 | 2,77  |           |
| Oscar Hernández Arevalo    | Unión de Centro Centro         | UCC     | 1 062 | 2,71  |           |
| Vladimir Rivas Luna        | Partido Comunista              | PCCh    | 1 003 | 2,56  |           |
| Pedro Rivas Carmona        | Partido Comunista              | PCCh    | 802   | 2,04  |           |